# نوانکو
نوانکو (انگلیسی: Nwankwo) یک نام کوچک و همچنین یک نام خانوادگی است. افراد سرشناس با این نام از این قرارند:

## نام کوچک
- نوانکو اوبیورا (زادهٔ ۱۹۹۱)، بازیکن فوتبال اهل نیجریه
- نوانکو کانو (زادهٔ ۱۹۷۶)، بازیکن فوتبال هل نیجریه

## نام خانوادگی
- سیمئون نوانکو (زادهٔ ۱۹۹۲)، بازیکن فوتبال اهل نیجریه